# 五豊行
五豊行(Ng Fung Hong Limited、ごほうしん)は、香港の食品専門商社で、中華人民共和国商務部が支配権を持つ華潤集団の100%子会社である。1951年創設、1983年に華潤集団の傘下に入り、1995年に香港証券取引所に上場した。本社は湾仔港湾道26号華潤大廈8楼にある。
1950年代半ばより、中国本土から香港への生体豚および牛の輸入に関して事実上の独占権を持っていた。中国本土からは、冷凍肉や生体鶏、野菜、米なども輸入している。特に豚肉に関しては輸入の8割を扱っており、また香港では冷凍より生肉が好まれるため、独占的な卸売り業者であった。生体牛についても独占業者であるが、牛肉は北米や豪州産の冷凍肉も多いため、1日120頭程度が輸入されているに過ぎない。この他、香港でのスーパーマーケットや、中国本土での食品加工施設、西アフリカでの漁業船団も保有している。
しかし、2007年に中国本土での豚肉の価格高騰や人民元の上昇により、香港での豚肉価格が急騰し、社会問題となった。独占業者である五豊行に批判が集まったため、香港政府は商務部と協議し、生体豚の取引業者に広南行(広東省政府の出先企業GITICグループの子会社)を追加するとともに、他の企業の参入も促すこととなった。